# Gemmuloborsonia
Gemmuloborsonia é um gênero de gastrópodes pertencente a família Turridae.

## Espécies
- Gemmuloborsonia clandestina Puillandre, Cruaud & Kantor, 2009[2]
- Gemmuloborsonia colorata (Sysoev & Bouchet, 2001)[3]
- Gemmuloborsonia didyma Sysoev & Bouchet, 1996[4]
- †Gemmuloborsonia fierstinei Shuto, 1989
- Gemmuloborsonia jarrigei Sysoev & Bouchet, 2001[5]
- Gemmuloborsonia karubar Sysoev & Bouchet, 1996[6]
- Gemmuloborsonia moosai Sysoev & Bouchet, 1996[7]
- Gemmuloborsonia neocaledonica Sysoev & Bouchet, 1996[8]